# بيل توليب
بيل توليب (بالإنجليزية: Bill Tulip)‏ هو لاعب كرة قدم بريطاني في مركز الهجوم، ولد في 3 مايو 1933 في غيتسهيد في المملكة المتحدة، وتوفي بنفس المكان في ديسمبر 2013. لعب مع نادي دارلنجتون ونيوكاسل يونايتد.